# Karnawał w Kadyksie

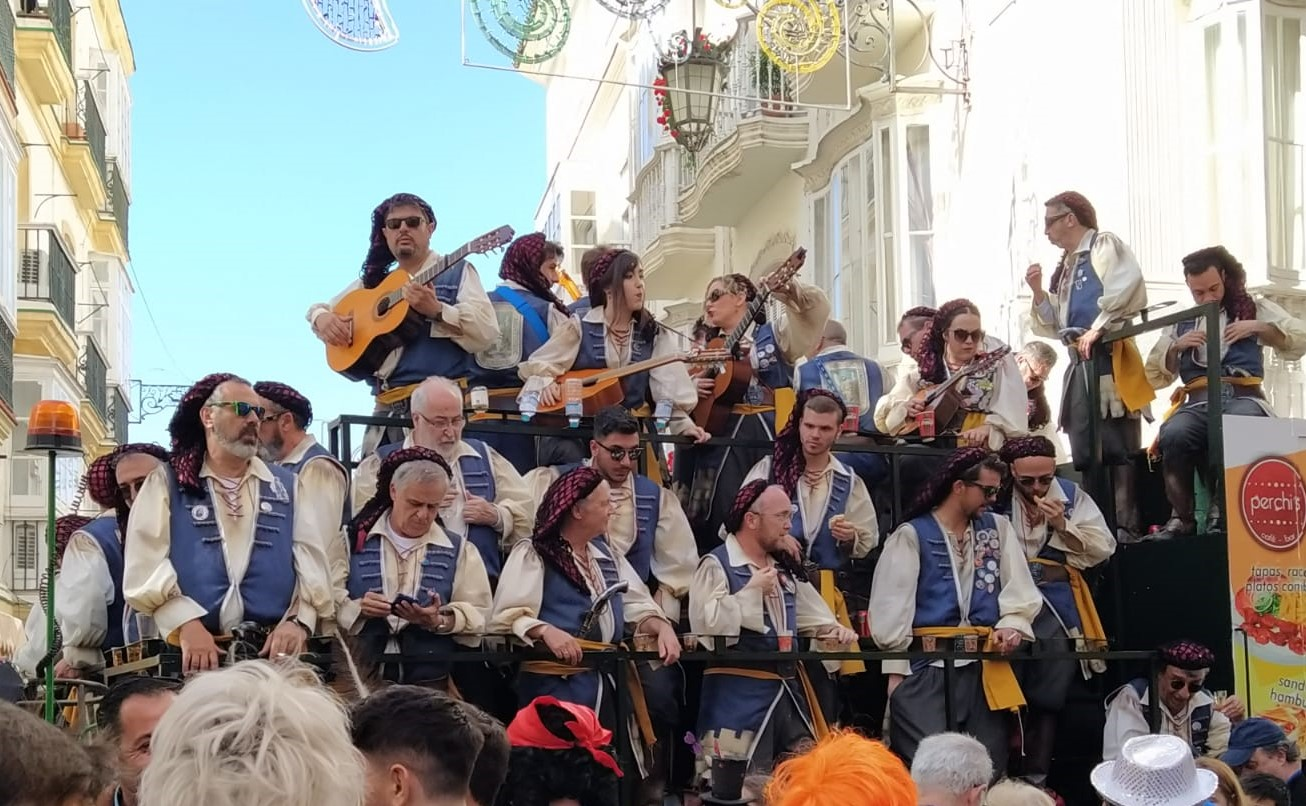
Chirigotas, czyli grupa muzyków występujących na ulicach Kadyksu podczas karnawału

Karnawał w Kadyksie jest wydarzeniem mającym miejsce w Hiszpanii. Stanowi jeden z najważniejszych oraz najpopularniejszych karnawałów hiszpańskich, konkurując z karnawałem w Santa Cruz de Tenerife oraz karnawałem Águilas w Murcji. W 2019 roku został zarejestrowany jako dobro kulturowe (Bien de Interés Cultural) w Generalnym Katalogu Andaluzyjskiego Dziedzictwa Historycznego (Catálogo General de Patrimonio Histórico Andaluz).
Uroczystość jest obchodzona każdego roku na przełomie stycznia i lutego, a jej oficjalna część trwa około 11 dni, lecz nie sposób określić dokładnych dat wydarzenia, gdyż przygotowania do karnawału zaczynają się znacznie wcześniej. Elementami charakterystycznymi dla obchodów są barwne kostiumy, liczne parady i koncerty, pokazy fajerwerków oraz występy uliczne w wykonaniu chirigotas, czyli ugrupowań muzycznych w postaci chórów, śpiewających kuplety związane z miastem.

## Historia
Kadyks, jako miasto portowe, było niegdyś bardzo znaczącym miejscem dla europejskiego handlu. Zakłada się, że tradycja gromkiego świętowania przybyła do miasta wraz z kupcami z Italii. Podobnie, jak według włoskich zwyczajów, w Kadyksie przyjęło się noszenie masek, rzucanie konfetti czy serpentyn.

### XVI wiek
Pierwsze udokumentowanie wzmianki o świętowaniu karnawału sięgają XVI wieku i mają swoje źródło w pracach historyka Kadyksu, Agustina de Horozco, gdzie wspomina się o kobietach, które rzucały w siebie kwiatami z doniczek w celach rozrywkowych. Innymi dowodami na istnienie obchodów karnawałowych w tym czasie są Konstytucje Synodu z 1591 i Statusy Seminarium Kadyksu z 1596 roku, które zgodnie ze sobą odradzały zakonnikom uczestnictwa w celebracji w taki sam sposób, jak robią to osoby świeckie.

### XVII wiek
W kolejnym stuleciu również odnotowano dowody na istnienie karnawału. Między innymi, była to wzmianka w liście generała Mencosa z 7 lutego 1652 roku, w której skarży się, że świętujący robotnicy z Kadyksu odmówili naprawy jego łodzi. Z kolei według innych źródeł, które stanowią swoiste potwierdzenie, że w XVII wieku celebrowano już to huczne wydarzenie, w 1678 r. miało miejsce oskarżenie duchownego Nicolasa Aznara o cudzołóstwo z niejaką Antonią Gil Morena, którą miał poznać właśnie podczas karnawału.

### XVIII wiek
XVIII stulecie to czas, w którym powstało wiele obostrzeń mających na celu zaprzestanie świętowania tego wydarzenia. W 1716 r. la Corona zakazuje urządzania balów maskowych. Tego typu regulacje obowiązują jeszcze przez wiele kolejnych lat XVIII wieku. Mimo to, istnieją świadectwa, które potwierdzają, że z obchodów nie zrezygnowano. Przykładowo, brytyjski podróżnik, Henry Swinburne, który odwiedził Kadyks w 1776 r., pozostawił świadectwo o celebracji karnawału przez mieszkańców miasta.

### XIX wiek
To kolejny wiek, w którym wszelkie próby odejścia od rozwijającej się tradycji skutkowały niepowodzeniem. Karnawały odbywały się nawet podczas oblężenia francuskiego oraz panowania Ferdynanda VII.
W 1821 roku kapitan generał Kadyksu, Cayetano Valdés, dał zielone światło na zorganizowanie do sześciu balów kostiumowych w mieście. Obowiązywał jednak szereg surowych przepisów, aby uniknąć ekscesów. Był to jeden z pierwszych karnawałów, przy którym nie odnotowano żadnych zakłóceń.

### XX wiek
Lata 1920–1936 to okres dojrzałości karnawałowych grup muzycznych. Spośród innych, można wyszczególnić najpłodniejszych twórców tego wydarzenia, Manuela Lopeza Cañamaque oraz Augustina González, zwanym również El Chimenea.
Rok 1936 jest ostatnim przed wybuchem wojny domowej, gdy oficjalnie odbywa się karnawał (jako że ta rozpoczyna się 18 lipca tego samego roku). 5 lutego 1937 r. ukazuje się oficjalny biuletyn państwowy, który zakazuje obchodów. Do tego, 12 stycznia dochodzi również zarządzenie, które ostatecznie utrzymuje zakaz. Jednak po raz kolejny los gaditanos, na przekór wszelkim ograniczeniom, w tajemnicy kontynuują świętowanie karnawału. Taki scenariusz trwa do 1948 roku.

#### Oficjalny Konkurs Ugrupowań Karnawałowych
Oryginalna nazwa to Concurso Oficial de Agrupaciones Carnavalescas [COAC]. Jest to finałowy konkurs grup muzycznych (poprzedzany przez eliminacje, ćwierćfinał i półfinał), odbywający się w Gran Teatro Falla, którego celem jest wyłonienie najlepszego zespołu śpiewaków wykonujących satyryczne piosenki traktujące o życiu politycznym, społecznym, a niekiedy nawet o konkretnych osobach publicznych. Coplas, estribillos i popurrí, czyli formy muzyczno-liryczne prezentowane na scenie teatru są śpiewane czy recytowane w dialekcie typowym dla mieszkańców prowincji.

### XXI wiek
W 2007 roku konkurs w Kadyksie jest emitowany dla całej prowincji.
W 2008 zostaje wprowadzony nowy etap COAC – ćwierćfinał.
W roku 2012 eliminacje transmitowane są na żywo i możliwe do obejrzenia w Onda Cádiz TV oraz na prywatnym kanale Metropolitan TV.
W kwietniu 2018 roku na XVIII Zgromadzeniu Ogólnym Unii Stołecznych Miast Iberoamerykańskich (Asamblea General de la Unión de Ciudades Capitales Iberoamericanas [UCCI]) w San José w Kostaryce Kadyks zostaje ogłoszony iberoamerykańską stolicą karnawału 2019-2020.
W sierpniu 2020 r. zostaje podjęta decyzja o odwołaniu Karnawału w Kadyksie w 2021 r. z powodu pandemii COVID-19.